# Liste des citoyens d'honneur de la Ville de Paris
Pour les articles homonymes, voir Citoyen d'honneur.
Cet article est une liste des personnalités que le Conseil de Paris, depuis les élections municipales de 2001, a élevées au rang de « citoyens d'honneur de la Ville de Paris », ainsi que d'autres pour lesquelles des propositions ont été faites mais n'ont pas abouti,.
Une personne, Aung San Suu Kyi, s'est vue retirer cette distinction.
Certaines sources signalent qu'avant 2001, une telle dignité n'a pas été attribuée depuis 1971, lorsque Pablo Picasso reçut cette distinction,.

## Citoyens d'honneur
| Personnalité                                                   | Pays                      | Débat                  | Débat                       | Statut                                     | Délibération | Délibération | Photo                                           |
| -------------------------------------------------------------- | ------------------------- | ---------------------- | --------------------------- | ------------------------------------------ | ------------ | ------------ | ----------------------------------------------- |
| Mumia Abu-Jamal                                                | États-Unis                | 4 décembre 2001        | [ a ]                       | Adopté                                     | vœu 53       | [ α ]        | Mumia Abu-Jamal                                 |
| Íngrid Betancourt                                              | Colombie                  | 28 – 29 octobre 2002   | [ b ]                       | Adopté                                     | vœu 129      | [ β ]        | Íngrid Betancourt                               |
| Youri Bandajevsky                                              | Biélorussie               | 24 – 25 février 2003   | [ c ]                       | Adopté                                     | vœu 23       | [ γ ]        | Youri Bandajevsky                               |
| Aung San Suu Kyi                                               | Birmanie                  | 7 – 8 juin 2004        | [ d ]                       | Adopté (statut retiré le 12 décembre 2018) | vœu 126      | [ δ ]        | Aung San Suu Kyi                                |
| Hauwa Ibrahim                                                  | Nigeria                   | 14 – 15 novembre 2005  | [ e ]                       | Adopté                                     | vœu 443      | [ ε ]        | Hauwa Ibrahim                                   |
| Hu Jia                                                         | Chine                     | 21 avril 2008          | [ f ]                       | Adopté                                     | vœu 17       | [ ζ ]        | Hu Jia                                          |
| Tenzin Gyatso (14e dalaï-lama)                                 | Chine Tibet               | 21 avril 2008          | [ f ]                       | Adopté                                     | vœu 18       | [ η ]        | Tenzin Gyatso (14e dalaï-lama)                  |
| Taslima Nasreen                                                | Bangladesh                | 7 – 8 juillet 2008     | [ g ]                       | Adopté                                     | vœu 106      | [ θ ]        | Taslima Nasreen                                 |
| Gilad Shalit                                                   | France Israël             | 15 – 17 décembre 2008  | [ h ]                       | Adopté                                     | vœu 297      | [ ι ]        | Gilad Shalit                                    |
| Shirin Ebadi                                                   | Iran                      | 29 – 30 mars 2010      | [ i ]                       | Adopté                                     | vœu 47       | [ κ ]        | Shirin Ebadi                                    |
| Jafar Panahi                                                   | Iran                      | 7 – 8 février 2011     | [ j ]                       | Adopté                                     | vœu 43       | [ λ ]        | Jafar Panahi                                    |
| Raoni Metuktire                                                | Brésil                    | 11 – 12 juillet 2011   | [ k ]                       | Adopté                                     | vœu 192      | [ μ ]        | Raoni Metuktire                                 |
| Alès Bialiatski                                                | Biélorussie               | 15 – 16 octobre 2012   | [ l ]                       | Adopté                                     | vœu 182      | [ ν ]        | Alès Bialiatski                                 |
| Nelson Mandela                                                 | Afrique du Sud            | 25 – 26 mars 2013      |                             | Adopté                                     | vœu 51       | [ ξ ]        | Nelson Mandela                                  |
| Charlie Hebdo                                                  | France                    | 9 janvier 2015         | [ m ]                       | Adopté                                     |              |              | Logo de Charlie Hebdo                           |
| Asia Bibi                                                      | Pakistan                  | 16 – 18 mars 2015      |                             | Adopté                                     | vœu DGRI 12  | [ ο ]        | Pas d'image d'Asia Bibi                         |
| La Biodiversité                                                |                           | 26 – 28 septembre 2016 | [ n ]                       | Adopté                                     | vœu DEVE 146 | [ π ]        |                                                 |
| Can Dündar                                                     | Turquie                   | 26 – 28 septembre 2016 | [ o ]                       | Adopté                                     | vœu 293      | [ ρ ]        | Carl Dündar                                     |
| Muhammad Yunus                                                 | Bangladesh                | 3 – 5 juillet 2017     | [ p ]                       | Adopté                                     | vœu 219      | [ σ ]        | Muhammad Yunus                                  |
| Nabil Rajab                                                    | Bahreïn                   | 4 – 6 juin 2018        | [ q ]                       | Adopté                                     | vœu 338      | [ τ ]        | Nabil Rajab                                     |
| Oleh Sentsov,                                                  | Ukraine                   | 24 – 26 septembre 2018 | [ r ]                       | Adopté                                     | vœu 444      | [ υ ]        |                                                 |
| Nasrin Sotoudeh                                                | Iran                      | 1er avril 2019         |                             | Adopté                                     |              |              | Nasrin Sotoudeh                                 |
| Loujain Al-Hathloul                                            | Arabie saoudite           | 14 juin 2019           |                             | Adopté                                     |              |              | Loujain Al-Hathloul                             |
| Brigade de sapeurs-pompiers de Paris                           | France                    | 14 juin 2019           |                             | Adopté                                     |              |              | Logo de la Brigade de sapeurs-pompiers de Paris |
| Luiz Inácio Lula da Silva                                      | Brésil                    | 3 octobre 2019         |                             | Adopté                                     |              |              | Luiz Inácio Lula da Silva                       |
| Denis Mukwege                                                  | RD du Congo               | 8 octobre 2020         |                             | Adopté                                     |              |              | Denis Mukwege                                   |
| Alaa Abdel Fattah                                              | Égypte                    | 17 décembre 2020       |                             | Adopté                                     |              |              | Alaa Abdel Fattah                               |
| Israa Abdel Fattah                                             | Égypte                    | 17 décembre 2020       | Israa Abdel Fattah          | Adopté                                     |              |              |                                                 |
| Patrick Zaki (en)                                              | Égypte                    | 17 décembre 2020       |                             | Adopté                                     |              |              |                                                 |
| Solafa Magdy                                                   | Égypte                    | 17 décembre 2020       | Pas d'image de Solafa Magdy | Adopté                                     |              |              |                                                 |
| Kiev                                                           | Ukraine                   | 21 mars 2022           |                             | Adopté                                     |              |              | photo de Kyiv de 2016                           |
| Mahsa Amini                                                    | Iran                      | 11 octobre 2022        |                             | Adopté                                     |              |              | Manifestation en hommage à Mahsa Amini          |
| Peuple du Haut-Karabagh victime de la guerre de 2023           | Haut-Karabagh Azerbaïdjan | 4 octobre 2023         |                             | Adopté                                     |              |              | Évacuation d'Arméniens du Haut-Karabagh.        |
| Otages détenus par le Hamas depuis l'attaque du 7 octobre 2023 | Israël                    | 6 février 2024         |                             | Adopté                                     |              |              |                                                 |

## Propositions n'ayant pas abouti
| Personnalité                | Pays      | Débat            | Débat       | Statut              | Délibération | Photo                               |
| --------------------------- | --------- | ---------------- | ----------- | ------------------- | ------------ | ----------------------------------- |
| Salah Hamouri               | Palestine | 16 décembre 2008 | [ s ]       | Repoussé            | –            | Salah Hamouri                       |
| Roberto Saviano             | Italie    | 16 décembre 2008 | [ t ]       | Proposition retirée | –            | Roberto Saviano                     |
| Alberto Pizango Chota (en)  | Pérou     | 20 octobre 2009  | [ u ] [ v ] | Proposition retirée | –            | Pas d'image d'Alberto Pizango Chota |
| Santiago Manuin Valera (en) | Pérou     | 20 octobre 2009  | [ u ] [ v ] | Proposition retirée | –            | Santiago Manuin Valera              |